# جیمی سامرویل
جیمی سامرویل (انگلیسی: Jimmy Somerville؛ زادهٔ ۲۲ ژوئن ۱۹۶۱) خواننده، و ترانه‌سرا اهل بریتانیا است. وی از سال ۱۹۸۳ میلادی تاکنون مشغول فعالیت بوده‌است. از معروفترین ترانه‌های وی بچه شهرکوچک است.
از فیلم‌ها یا برنامه‌های تلویزیونی که وی در آن نقش داشته‌است می‌توان به اورلاندو اشاره کرد.